# Missisquoi (Bas-Canada)
Pour les articles homonymes, voir Missisquoi.
Missisquoi est un district électoral de la Chambre d'assemblée du Bas-Canada ayant existé de 1829 à 1838.

## Histoire
Le district est créé lors de la refonte de la carte électorale de 1829 par détachement du district de Buckingham. Il s'agit d'un district représenté conjointement par deux députés, parfois d’allégeance différente. Il est suspendu de 1838 à 1841 en raison de la Rébellion des Patriotes.

## Liste des députés

### Siègeno1
| Années | Années      | Député         | Parti    |
| ------ | ----------- | -------------- | -------- |
|        | 1829 - 1830 | Ralph Taylor   | Patriote |
|        | 1830 - 1834 | Ralph Taylor   | Patriote |
|        | Bureaucrate | Ralph Taylor   |          |
|        | 1834 - 1838 | Ephraim Knight | Patriote |

### Siègeno2
| Années | Années      | Député                    | Parti       |
| ------ | ----------- | ------------------------- | ----------- |
|        | 1829 - 1830 | Richard Van Vliet Freligh | Indépendant |
|        | 1830 - 1834 | Stevens Baker             | Bureaucrate |
|        | 1834 - 1838 | William Baker             | Bureaucrate |